# Crepis arenaria
Crepis arenaria là một loài thực vật có hoa trong họ Cúc. Loài này được (Pomel) Pomel mô tả khoa học đầu tiên.